# Lissonotus nigrofasciatus
Lissonotus nigrofasciatus är en skalbaggsart som beskrevs av Aurivillius 1925. Lissonotus nigrofasciatus ingår i släktet Lissonotus och familjen långhorningar.
Artens utbredningsområde är Venezuela. Inga underarter finns listade i Catalogue of Life.